# 地雷原

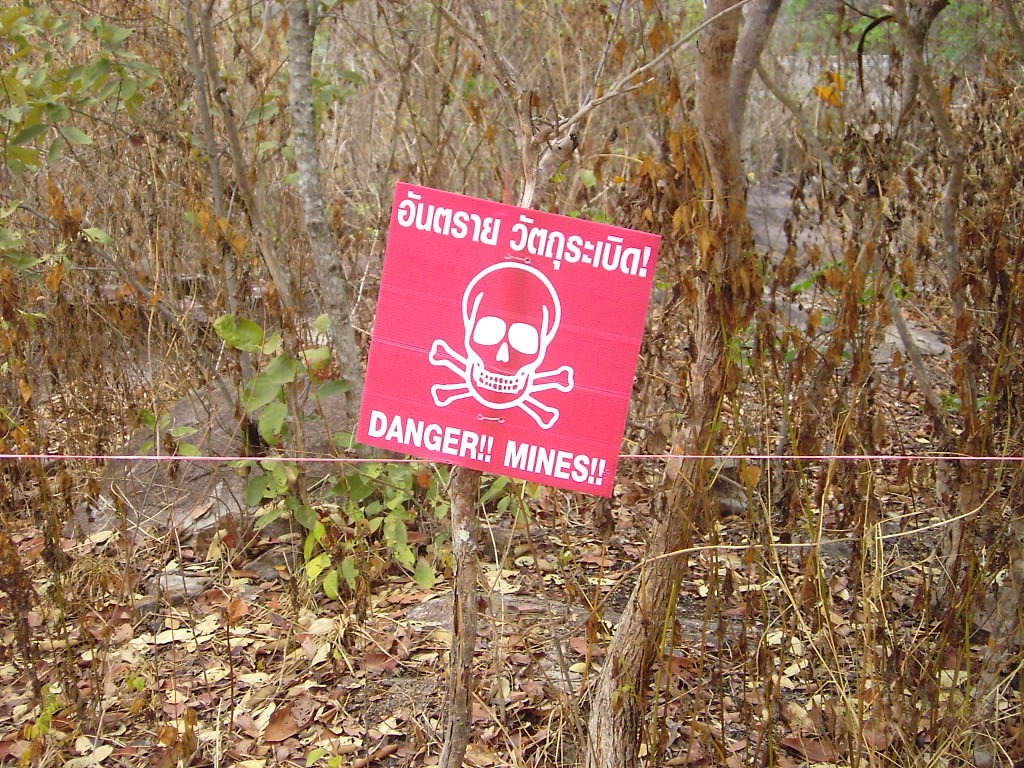
地雷警告標識の一例

地雷原（じらいげん）は、地雷が広範囲に埋設された地帯を言う。

## 概要
地雷は、基本的に前もって敷設することで、敵の機動を妨害し、また、物的被害を生じさせるなどの効果を得ることができ、そして、主に殺害よりも敵部隊を負傷させ戦闘力を減衰させることを目的とした兵器であり、しばしば大規模かつ組織的に敷設される。これを地雷原という。
現代の陸戦を遂行するにあたって不可欠なものであり、地形・地勢や野戦築城、部隊との位置関係などから考慮された上で地雷原は敷設され、その戦術的な性格は自衛地雷原、戦術地雷原、点地雷原、阻止地雷原、疑似地雷原に区別される。
地雷原は一度敷設されたら味方にも危険であるために、敷設する工兵部隊は厳格に記録を取り、情報を全軍に知らしめる必要がある。ただし、散布型地雷原については個々の地雷の位置まで記録することはほぼ不可能であるので、散布した地雷の種類および敷設した地雷原の端点の情報を保管し、将来に活用する。
作戦・戦闘が終結した後に地雷原は記録を活用して遅滞なく撤去される。しかし、管理がずさんな軍隊・武装勢力が無秩序に散布した地雷原は記録がないことも多く、除去が困難である。その結果、戦争により荒廃した地域の復旧を遅らせる原因ともなっている。

## 比喩表現
元々「地雷」という言葉が比喩的に｢踏んで（触って）はいけないもの｣と言う意味合いで使われることがあるが、いわゆるブラック企業の多い業種などその「地雷」に当たる確率の高いモノを比喩的に「地雷原」と呼ぶ場合がある。

## 題材とした作品
- 地雷原 A mine field. - 千葉真一主演による1992年の日本・タイ王国合作映画